# Castelo dos Velasco
O Castelo dos Velasco (em castelhano: Castillo de los Velasco) é um castelo do século XIV no município de Valle de Mena, província de Burgos, na Espanha. O castelo medieval foi restaurado e é propriedade privada. Está classificado como Bem de Interesse Cultural.